# Indieni în consiliu, California

Indieni în consiliu, California este un tablou al pictorului american Albert Bierstadt din anul 1872. Pictura a fost realizată în timp ce realiza lucrări despre Yosemite și Sierra Nevada, în timp ce locuia în California. A considerat că viața nativilor americani „trecea rapid” și era de datoria unui artist să „povestească ... istoria lor”.